# Georg-Wilhelm Röpke
Georg-Wilhelm Röpke (* 1917 in Stettin; † 200? in Uetersen) war ein deutscher Lehrer, Schulleiter und Heimatforscher.

## Leben
Röpke verfasste Bücher zu Wandsbek, war ebenso wie Michael Pommerening sowie Helmuth Fricke beteiligt an der Entwicklung des Wandsbeker Rundganges und er wirkte mit an der Arbeit des Wandsbeker Bürgervereins.

### Wandsbeker Bürgerverein
Von 1968 bis 1992 war Röpke Schriftleiter der Zeitschrift des Wandsbeker Bürgervereins. Gemeinsam mit Helmuth Fricke entwickelte er 1986 die Zeitschrift Wandsbek informativ. Diese ist auch im 21. Jahrhundert (Stand: 2023) die Vereinszeitschrift.